# Конник (залив)
Ко̀нник (до 9 септември 1942 г. Ат лиман, Атлиман) е малък залив на Черно море край Южна България.
Той е най-южната част на Дяволския залив. Намира се на 0,5 km северозападно от Китен. На югоизток от залива е разположен горист полуостров, в който са построени почивни бази и къмпинги.
Заливът е по-известен с името си Атлиман преди 1942 г.